# Keys n.º 303
Keys n.º 303 es un municipio rural canadiense situado en la provincia de Saskatchewan.

## Superficie
Keys n.º 303 tiene una superficie de 656,49 km².

## Demografía
En 2021, tenía 548 habitantes, una densidad poblacional de 0,8 hab./km², y 379 viviendas.